# Anthoshorea
Anthoshorea is een geslacht uit de familie Dipterocarpaceae. De soorten komen voor in (sub)tropisch Azië.

## Soorten
- Anthoshorea agamae (G.H.S.Wood ex P.S.Ashton) P.S.Ashton & J.Heck.
- Anthoshorea assamica (Dyer) P.S.Ashton & J.Heck.
- Anthoshorea bentongensis (Foxw.) P.S.Ashton & J.Heck.
- Anthoshorea bracteolata (Dyer) P.S.Ashton & J.Heck.
- Anthoshorea confusa (P.S.Ashton) P.S.Ashton & J.Heck.
- Anthoshorea cordata (P.S.Ashton) P.S.Ashton & J.Heck.
- Anthoshorea dealbata (Foxw.) P.S.Ashton & J.Heck.
- Anthoshorea farinosa (C.E.C.Fisch.) P.S.Ashton & J.Heck.
- Anthoshorea gratissima (Wall. ex Kurz) P.S.Ashton & J.Heck.
- Anthoshorea hulanidda (Kosterm.) P.S.Ashton & J.Heck.
- Anthoshorea hypochra (Hance) P.S.Ashton & J.Heck.
- Anthoshorea javanica (Koord. & Valeton) P.S.Ashton & J.Heck.
- Anthoshorea lamellata (Foxw.) P.S.Ashton & J.Heck.
- Anthoshorea montigena (Slooten) P.S.Ashton & J.Heck.
- Anthoshorea ochracea (Symington) P.S.Ashton & J.Heck.
- Anthoshorea polita (S.Vidal) P.S.Ashton & J.Heck.
- Anthoshorea resinosa (Foxw.) P.S.Ashton & J.Heck.
- Anthoshorea retinodes (Slooten) P.S.Ashton & J.Heck.
- Anthoshorea roxburghii (G.Don) P.S.Ashton & J.Heck.
- Anthoshorea stipularis (Thwaites) P.S.Ashton & J.Heck.
- Anthoshorea symingtonii (G.H.S.Wood) P.S.Ashton & J.Heck.
- Anthoshorea virescens (Parijs) P.S.Ashton & J.Heck.